# Staré Hrady
Staré Hrady é uma comuna checa localizada na região de Hradec Králové, distrito de Jičín‎.